# Raúl Ruiz Gonzáles
Raúl Ruiz Gonzáles (La Paz, Bolivia; 1913 - Cochabamba, Bolivia; 2002) fue un abogado, docente universitario y parlamentario boliviano. Fue también el fundador del Comité Ejecutivo de la Universidad Boliviana (CEUB).

## Biografía
Raúl Ruiz nació el año 1913 en la ciudad de La Paz, Bolivia. Hizo sus estudios primarios y secundarios en su ciudad natal. A sus 19 años, Ruiz se enlista como soldado en el ejército boliviano para ir a combatir a la guerra del Chaco con el Paraguay (1932-1935). A su regreso de la guerra continuó con sus estudios superiores ingresando a la carrera de derecho de la Universidad Mayor de San Andrés (UMSA) de la ciudad de La Paz, graduándose como abogado en 1941.
Debido a la participación en la guerra del Chaco de todos los jóvenes bolivianos, surgió una nueva generación política con ideales y pensamientos nacionalistas, marxistas y progresistas en donde Ruiz fue partícipe en el proceso de esas ideas.

## Vida política
Su actividad política comenzó antes de que se produjera la Revolución de 1952, Ruiz fue elegido a sus 38 años, diputado de Bolivia representando a la Provincia de Rafael Bustillo del departamento de Potosí durante el gobierno del presidente Hugo Ballivián Rojas (1951-1952). La provincia Bustillos fue en ese entonces una de las más importantes políticamente ya que concentraba a las principales minas de estaño de Bolivia durante la primera mitad del siglo XX.    
Después de haber sido diputado, Ruiz se dedicó a la cátedra universitaria pues cabe mencionar que fue docente en la Universidad Mayor de San Andrés (UMSA) de la ciudad de La Paz, en la Universidad Mayor de San Simón (UMSS) de la ciudad de Cochabamba, enseñando también en las universidades de las ciudades de Puno, Quito y Ambato. Ruíz fundo fundó en la ciudad de Cochabamba la "Universidad Obrera" y a la vez fundó también la Asociación de la Universidad Boliviana que luego pasaría a llamarse Consejo Ejecutivo de la Universidad Boliviana (CEUB).
El año 1978, cuando ya tenía 65 años, Ruiz vuelve nuevamente a la vida política del país. El partido político del Frente Revolucionario de Izquierda (FRI) lo postuló para el cargo de senador pero fracasó en el intento. Pero en 1979, los partidos del Movimiento Nacionalista Revolucionario (MNR) y el FRI llegaron a un acuerdo en donde lo postularon nuevamente a Ruiz al cargo de senador por el departamento de Potosí, ganando esta vez en las elecciones y siendo este el último puesto público que ocuparía. 
Una vez retirado de la política, volvió a dedicarse a la docencia universitaria en la Universidad Privada del Valle (UNIVALLE). Años después Raúl Ruiz falleció el año 2002 en la ciudad de Cochabamba a los 89 años de edad.